# Karl Gegenbaur
Karl Gegenbaur, nemški anatom, * 21. avgust 1826, † 14. junij 1903.
Anatomijo je predaval na Univerzi v Jeni (1855-73) in v Heidelbergu (1873-1903).